# Helmut von den Steinen
Helmut von den Steinen (auch unter dem Pseudonym Erich Weimar; * 6. Dezember 1890 in Marburg; † 26. November 1957 auf Rhodos) war ein deutscher Essayist und Literaturübersetzer aus dem Alt- und Neugriechischen.

## Leben
Helmut von den Steinen ist der älteste Sohn des Arztes, Ethnologen und Amerikanisten Karl von den Steinen. Er hatte einen jüngeren Bruder, den Mediävisten Wolfram von den Steinen, und eine Schwester, Marianne von den Steinen, die Ehefrau des Klassischen Archäologen Karl Schefold. Beide Geschwister wurden in Basel ansässig.
Er studierte unter anderem bei dem Soziologen Alfred Weber und dem Germanisten Friedrich Gundolf in Heidelberg und wurde 1912 mit einer buchwissenschaftlichen Dissertation promoviert. In dieser Zeit begann auch sein Kontakt zum Kreis um Stefan George, dem er selbst wohl nie begegnet ist, in Gestalt von Friedrich Wolters, Wolfgang Frommel  und Karl Wolfskehl. Weitere Stationen in dieser Zeit waren Berlin und Frankfurt am Main (Zusammenarbeit mit Leo Frobenius). In der Zeit der Weimarer Republik war er vor allem publizistisch tätig. Während der nationalsozialistischen Herrschaft ging er in die Emigration nach Italien (Florenz), Griechenland (Athen), Palästina (Jerusalem), Ägypten (Kairo), Uganda. In dieser Zeit beginnt er, sich intensiv mit der neugriechischen Sprache und Literatur zu beschäftigen. Im letzten Lebensjahrzehnt nahm er den abgebrochenen beruflichen Kontakt nach Deutschland wieder auf, führte jedoch zur gleichen Zeit Verhandlungen über eine Berufung auf eine Professur für deutsche Sprache und Literatur an der Technischen Universität Athen. Deren Abschluss kam ein früher Tod zuvor.

## Werk
Einer größeren Öffentlichkeit war Helmut von den Steinen stets durch seine kongenialen Übertragungen von Gedichten des Konstantinos Kavafis und von Romanen des Nikos Kazantzakis sowie des Stratis Myrivilis, manchen auch durch seine Essays in der Neuen Rundschau bekannt. Auch seine Dissertation, in der er sich mit der Entwicklung des deutschen Buchmarkts zu Beginn des 20. Jahrhunderts beschäftigt und das Kulturbuch dem Massenbuch gegenüberstellt, wird immer noch zitiert. Weitere frühe Arbeiten haben den deutsch-bulgarischen Kulturaustausch zum Gegenstand, spätere Stefan George oder die Geschichte der westeuropäischen Musik. Noch vor der Emigration veröffentlichte er eine Übertragung aus dem Altgriechischen, die Werke und Tage des Hesiod.
Durch seine Lebenssituation bedingt, hat von den Steinen zu Lebzeiten allerdings vergleichsweise wenig aus seinem vielfältigen Werk publiziert. Die wichtigste Textgrundlage für die Inedita bildet sein Nachlass im Archiv seines Neffen Reimar Schefold (Amsterdam) sowie ein kleiner Bestand überwiegend fragmentarisch erhaltener Übersetzungen im Stefan George-Archiv der Württembergischen Landesbibliothek in Stuttgart. Dennoch ist eine Reihe dem Titel nach bekannter Schriften heute nicht mehr nachweisbar.
Das bedeutendste Ineditum stellt ein Platon-Buch dar, das Übertragungen der Dialoge Kleitophon, Theages, Menexenos, Symposion, Alkibiades I, Politeia I sowie von Epigrammen, abweichend von der Übersetzungstradition in metrischer Form und szenisch zugespitzt, mit deutenden Essays (Eine Einführung bei Sokrates, Die Sokratische Offenbarung Platons) verbindet. Diese Platon-Übersetzungen werden gegenwärtig durch den Dramaturgen, Literaturübersetzer und Essayisten Torsten Israel herausgegeben.

## Schriften
- Das moderne Buch. Diss. phil. Heidelberg 1912, 72 S.
- Die Bulgaren und wir. Betrachtungen über die innerlichen Beziehungen der beiden Völker. Berlin, D. Reimer 1917, 96 S.
- Die Ausgestaltung des deutschen Kultur–Einflusses in Bulgarien. Vortrag. Druck: Meissner, Richter & Co., Berlin 1918, 13 S.
- Leo Frobenius: Kulturgeschichte Afrikas. Prolegomena zu einer historischen Gestaltlehre. Register von Helmut von den Steinen und Heinrich Wieschhoff. Phaidon Verlag, Zürich 1933 (Reprint: Peter Hammer Verlag, Wuppertal 1998)
- Die geistige Situation des neuen Griechenlands. In: Neue Rundschau 1952
- Siegfried Hagen: Meditationen. Victor A. Schmitz: Den alten Göttern zu. Helmut von den Steinen: Stefan George. Max Kommerell: Der Zauber des Zelts. Castrum Peregrini, Heft 134–135, Amsterdam 1978, 127 S.

## Übertragungen
- Hesiods Werke und Tage. Griechisch und Deutsch. Übertragung von Helmut von den Steinen. Druck: Mainzer Presse, Mainz 1930, 48 Bl.
- Konstantin Kavafis: Gedichte. Aus dem Neugriechischen übertragen und herausgegeben von Helmut von den Steinen. Suhrkamp Verlag, Frankfurt a. M. 1953 (Bibliothek Suhrkamp, Bd. 15), 143 S. (auch unter dem Titel: Gedichte des Konstantin Kavafis. Ebenda, 1960). Dass., Eingeleitet und aus dem Neugriechischen übertragen von Helmut von den Steinen. 2., erweiterte Auflage, Castrum Peregrini Presse, Amsterdam 1962, 115 S.
- Nikos Kazantzakis: Freiheit oder Tod. Herbig, Berlin 1954, nachgedruckt: Rowohlt, Hamburg, 1989, Ullstein, Berlin 1991. Auch als: Kapitän Michalis. Berlin, Verlag Volk und Welt, 1973.
- Stratis Myrivilis: Die Madonna mit dem Fischleib. Roman. Aus dem Neugriechischen übersetzt von Helmut von den Steinen. Manesse Verlag, Zürich 1955 (Manesse Bibliothek der Weltliteratur).
- Nikos Kazantzakis: Mein Franz von Assisi. Roman. Aus dem Neugriechischen übertragen von Helmut von den Steinen. Wegner Verlag, Hamburg 1956, nachdruckt: Fischer, Frankfurt a. M., Hamburg 1964 (Fischer Bücherei 613).
- Platonica I. Eine Einführung bei Sokrates, Kleitophon, Theages. Herausgegeben von Torsten Israel. Queich Verlag, Germersheim und Berlin 2012, ISBN 978-3-939207-12-2 (aus dem Nachlass herausgegebene, metrisch geformte und szenisch akzentuierte künstlerische Übertragung in Verbindung mit deutenden Essays; wird fortgeführt).